# أعمدة الأرض
أعمدة الأرض هي رواية تاريخية للكاتب الويلزي كين فوليت نشرت لأول مرة في 1989.تم عمل مسلسل قصير مقتبس من الرواية تم عرضه في 2010.